# Hwarang: The Poet Warrior Youth
Hwarang: The Poet Warrior Youth (hangul: 화랑; hanja: 花郞), também conhecida por Hwarang: The Beginning, é uma série de televisão sul-coreana estrelada por Park Seo-joon, Go Ara e Park Hyung-sik. Foi exibido todas as segundas e terças-feiras às 22:00 (KST) pela KBS2, de 19 de dezembro de 2016 a 21 de fevereiro de 2017.
Apesar de ter sido totalmente provida antes de sua estreia com o elenco, a série foi uma falha comercial e teve uma média de audiência de um dígito de 8,4% em sua exibição. Foi criticada por sua narrativa distraída, uso inapropriado de música de fundo e ação não natural dos atores principais.

## Sinopse
A história geralmente é feita às custas dos esforços de jovens talentosos e passionais. Durante o Reino de Silla, um grupo de elite formado por jovens e conhecido como Hwarang exercia grande influência. Esses cavaleiros galantes e talentosos – Moo-myung (Park Seo-joon), Sammaekjong (Park Hyung-sik), Soo-ho (Choi Min-ho), Ban-ryu (Do Ji-han), Yeo-wool (Cho Yoon-woo), Han-sung (Kim Tae-hyung) e a donzela Ah-ro (Go Ara) – conseguiam sobrepujar, na inteligência e na força, qualquer um em sua busca por justiça em Seorabeol, a capital do reino. Um deles se tornará o Rei Jinheung de Silla e mudará curso da história.

## Enredo
Rainha Dowager Jisoo governou o Reino de Silla como a regente desde o assassinato de seu marido, mantendo seu filho Sammaekjong escondido fora da capital Seorabeol e seguro dos inimigos e dos assassinos. Como Sammaekjong atinge a maior idade dos nobres, os cidadãos, funcionários e o próprio Sammaekjong estão impaciente para ela ceder o poder. No entanto, os poderosos nobres que tentaram usurpar o poder no Reino continuam a olhar para o trono e Jisoo teme as consequências de sua cedência.
A fim de quebrar o poder dos nobres, que se acostumaram a seus privilégios sob o sistema ósseo, Jisoo planeja criar uma nova elite, o Hwarang, que atravessará as facções de poder existentes, e ligá-los a Sammaekjong e ao trono. À medida que esta nova elite de jovens do sexo masculino se ligam e crescem, eles não sabem que dentro de seu grupo está seu futuro rei, Sammaekjong, e Kim Sun-woo, um plebeu abrigando um segredo.

## Elenco

### Principal
- Park Seo-joon como Moo-myung / Sun-woo rang

Também conhecido como Cachorro-Pássaro. Um jovem de baixo nascimento que se eleva acima de sua situação na vida para se tornar um lendário guerreiro Hwarang.
- Go Ara como Ah-ro[15]

Uma "mestiça" (termo depreciativo para aristocrata (jin-gol) - descendência de classe baixa) com uma personalidade alegre e direta. Ela trabalha em vários empregos a tempo parcial para sustentar sua família.
- Park Hyung-sik como Sammaekjong / Kim Ji-dwi

Um rei jovem e desconfiado que secretamente se torna um guerreiro Hwarang, ganhando força e capacidade de liderança no processo. Junto ao Hwarang sob a suposta identidade de Kim "Ji-dwi", "sobrinho" de Kim Wi-hwa.
Hwarang
- Choi Min-ho como Kim Soo-ho

Um aristocrata nascido com uma colher de prata em sua boca. De sangue quente e cavalheiresco, ele é visto como um playboy sem vergonha, mas é dedicado no amor.
- Do Ji-han como Park Ban-ryu

Tendo sido ensinado para a política (por seus pais) desde cedo, ele é de sangue frio, competitivo e procura mais poder.
- Cho Yoon-woo como Kim Yeo-wool

Bonito e misterioso (entre outros a verdadeira identidade de seu pai), ele possui uma língua afiada.
- Kim Tae-hyung como Seok Han-sung

O mais jovem, é brilhante e inocente. O último "verdadeiro jin-gol" de sua família

### Recorrente
Hwarang
- Kim Hyeon-jun como Seok Dan-se

O meio-irmão mais velho de Han-sung, que é impotente devido a seu status de "mestiço".
- Sung Dong-il como Lorde Kim We-hwa

Fundador, bem como o primeiro Chefe (pungwolju) do Hwarang.
- Kim Jin-tae como Kim Jang-hyun
- Han Jeong-hun como Juki
- Jeon Beom-soo como Park Shin

#### Família real
- Kim Ji-soo como Rainha Mãe Jiso

Atuando como regente para seu filho, que ela tem escondido desde a morte do rei anterior.
- Seo Yea-ji como Princesa Sukmyeong

A meia-irmã materna de Sammaekjong, assim como futura esposa.
- Song Yeong-kyu como Lord Hwi-kyung

#### Nobres da Capital
- Choi Won-young como Lord Kim Ahn-ji

Um "jin-gol" que foi levado à pobreza e foi separado de seu único filho Sun-woo 12 anos antes. Trabalha como um médico ajudado por sua filha Ah-ro dispensando ajuda gratuita para o povo.
- Yoo Jae-myeon como Pa-oh

Guarda-costas pessoal de Sammaekjong.
- Kim Kwang-kyu como Pi Joo-ki

Proprietário da loja Dayiseo.
- Lee Da-in como Kim Soo-yeon

Irmã mais nova de Soo-ho.
- Ooon como Kim Ki-bo

Um dos filhos da nobreza, parte da camarilha de Ban-ryu. Um dos Hwarang rejeitado (nangdo).
- Kang Dong-woo como Mu-cheol

#### Pessoas de Mangmangchon
- Lee Kwang-soo como Mak-moon / Kim Sun-woo (Ep. 1-3)

O melhor amigo de Moo-myung. Originalmente chamado "Sun-woo", ele foi separado (por razões ainda desconhecidas) de sua família por 12 anos e acabou em Mangmangchon. Morto porque viu o rosto do rei; Mesmo antes de se reunir com sua família.
- Kim Won-hae como Woo-reuk (Ep. 1-3, 6, 8)

Músico hábil e inventor do gayageum, ele se torna o professor de música e dança do hwarang.

#### Ministros de Silla
- Kim Chang-wan como Park Yeong-shil

O pai adotivo de Ban-ryu. Líder da oposição contra a regente.
- Lee Byung-joon como Lord Ho

Pai biológico de Ban-Ryu. Membro da oposição.
- Ko In-bum como Kim Seub

O pai de Soo-ho e Soo-yeon. Principal defensor da regente.
- Kim Jong-go como Seok Hyun-je

Avô de Han-sung e Dan-se. Membro da oposição.

### Outros
- Kim Dae-hoon
- Yoon Jin-ho
- Song Min-hyung como Kim Hyung-won
- Baek Jae-jin como Yang Jo-jang
- Ban Min-jung como Mi Roo-hyang
- Lee Kwan-hoon como Hyun-chu
- Jang Se-hyun
- Song Bo-eun
- Lee Kyu-hyung
- Jun Bum-soo
- Lee Pung-woon
- Cha Oh-bin
- Lee Min-ho
- Kim Taehyung
- Park Ki-hoon
- Park Ha-yan
- Jang Yoo-tae

## Produção
A série reúne Sung Dong-il e Go Ara, que anteriormente trabalharam juntos como pai e filha em Reply 1994 (2013).
Primeira leitura do roteiro aconteceu no início de março de 2016. As filmagens começaram em 31 de março e terminaram em 1 de setembro de 2016.

## Trilha sonora
| OST Part 1     |                             |                |         |  |
| N.º            | Título                      | Artista        | Duração |  |
| 1.             | "Anywhere" (그 곳이 어디든) | Han Dong-geun  | 4:48    |  |
| 2.             | "Anywhere" (Inst.)          |                | 4:48    |  |
| Duração total: | Duração total:              | Duração total: | 9:36    |  |

| OST Part 2     |                                         |                |         |  |
| N.º            | Título                                  | Artista        | Duração |  |
| 1.             | "Even If I Die, It's You" (죽어도 너야) | V Jin          | 3:50    |  |
| 2.             | "Even If I Die, It's You" (Inst.)       |                | 3:50    |  |
| Duração total: | Duração total:                          | Duração total: | 7:40    |  |

| OST Part 3     |                 |                |         |  |
| N.º            | Título          | Artista        | Duração |  |
| 1.             | "Dream" (드림)  | Bolbbalgan4    | 4:26    |  |
| 2.             | "Dream" (Inst.) |                | 4:26    |  |
| Duração total: | Duração total:  | Duração total: | 8:52    |  |

| OST Part 4     |                                 |                |         |  |
| N.º            | Título                          | Artista        | Duração |  |
| 1.             | "I Can Only See You" (너만보여) | Seulgi Wendy   | 3:19    |  |
| 2.             | "I Can Only See You" (Inst.)    |                | 3:19    |  |
| Duração total: | Duração total:                  | Duração total: | 6:38    |  |

| OST Part 5     |                                     |                |         |  |
| N.º            | Título                              | Artista        | Duração |  |
| 1.             | "Be tears of each other" (너만보여) | Hyolyn         | 4:23    |  |
| 2.             | "Be tears of each other" (Inst.)    |                | 4:23    |  |
| Duração total: | Duração total:                      | Duração total: | 8:46    |  |

## Remake
Em 21 de dezembro de 2016, o Asia Bridge Contents e o Oh!Boy Project revelaram que estão planejando produzir um spin-off musical de Hwarang.

## Transmissão internacional
- China: 3 de janeiro de 2017.[20]
- Malaysia – 8TV, 18 de abril de 2017 – 13 de junho de 2017.
- Filipinas – ABS-CBN, 30 de outubro de 2017 – 5 de janeiro de 2018.

## Prêmios e indicações
| Ano  | Prêmio                | Categoria                                                   | Beneficiário   | Resultado |
| ---- | --------------------- | ----------------------------------------------------------- | -------------- | --------- |
| 2017 | 31st KBS Drama Awards | Prêmio Excelência, Ator                                     | Park Seo-joon  | Indicado  |
| 2017 | 31st KBS Drama Awards | Prêmio de excelência, ator em um drama de Meio-comprimento  | Park Seo-joon  | Indicado  |
| 2017 | 31st KBS Drama Awards | Prêmio de excelência, atriz em um drama de meio-comprimento | Go Ara         | Indicado  |
| 2017 | 31st KBS Drama Awards | Melhor Ator Coadjuvante                                     | Choi Won-young | Venceu    |
| 2017 | 31st KBS Drama Awards | Melhor Ator Coadjuvante                                     | Kim Won-hae    | Indicado  |
| 2017 | 31st KBS Drama Awards | Prêmio Netizen                                              | Park Seo-joon  | Venceu    |
| 2017 | 31st KBS Drama Awards | Prêmio Netizen                                              | Park Hyung-sik | Indicado  |
| 2017 | Melon Music Awards    | Melhor Trilha Sonora Original por "Even If I Die, It's You" | V, Jin         | Indicado  |